# Euploea hyacinthus
Euploea hyacinthus är en fjärilsart som beskrevs av Butler 1866. Euploea hyacinthus ingår i släktet Euploea och familjen praktfjärilar. Inga underarter finns listade i Catalogue of Life.